# Ethiopische grijsgroene specht
De Ethiopische grijsgroene specht (Dendropicos spodocephalus) is een vogel uit de familie Picidae (spechten).

## Verspreiding en leefgebied
Deze soort komt voor van de hooglanden van het noordelijke deel van Centraal-Tanzania en centraal Kenia tot oostelijk Soedan en centraal Ethiopië en telt twee ondersoorten:
- D. s. spodocephalus: oostelijk Soedan en centraal en zuidelijk Ethiopië.
- D. s. rhodeogaster: van centraal Kenia tot het noordelijke deel van Centraal-Tanzania.

## Status
De grootte van de populatie is niet gekwantificeerd maar de soort wordt omschreven als wijdverspreid en algemeen voorkomend. Op de Rode lijst van de IUCN heeft deze soort de status niet bedreigd.